# Heinz Streble
Heinz Streble (* 3. November 1935 in Stuttgart; † 25. Oktober 2018) war ein deutscher promovierter Zoologe und Autor im Kosmos-Verlag.

## Leben
Heinz Streble war Schüler des Dillmann-Realgymnasiums in Stuttgart. Er studierte dann Biologie an den Universitäten Stuttgart und Hohenheim. Seine Promotion erfolgte 1965 an der Universität Stuttgart. Seine Spezialgebiete waren die Limnologie und Spinnentiere. Er wurde später Akademischer Rat der Universität Hohenheim.

## Publikationen
- Heinz Streble, Dieter Krauter, Annegret Bäuerle: Das Leben im Wassertropfen. Mikroflora und Mikrofauna des Süßwassers. Ein Bestimmungsbuch. 13. Auflage. Kosmos, Stuttgart 2017, ISBN 978-3-440-15694-0.
- Heinz Streble, Annegret Bäuerle: Was finde ich am Strand? 215 Tiere und Pflanzen der Küste, Stuttgart, Franckh-Kosmos, 2013, ISBN 978-3-440-11941-9
- Heinz Streble, Annegret Bäuerle:  Histologie der Tiere – ein Farbatlas, Elsevier, 2007, ISBN 978-3-8274-1668-1
- Heinz Streble: Untersuchungen über das hormonale System der Spinnentiere <Chelicerata>: Unter besonderer Berücksichtigung des „endokrinen Gewebes“ der Spinnen <Araneae>, Dissertation 1965 in Zoologische Jahrbücher. Physiologie, Band 72, 1966.